# TerraPower
TerraPower est une société créée en 2006 par Bill Gates pour la conception de réacteurs nucléaires dont le siège est à Bellevue, Washington, États-Unis. TerraPower a commencé par développer une classe de réacteurs nucléaires rapides appelés réacteurs à ondes progressives, puis a lancé un projet MCFR de réacteur à sel fondu et a enfin lancé le projet de réacteur rapide refroidi au sodium Natrium, associé à un système de stockage de sels fondus analogue à ceux des centrales solaires thermodynamiques. Ce projet est repoussé d'au moins deux ans du fait que le seul fournisseur du combustible nucléaire approprié est russe.

## Historique
Le principe du réacteur à onde progressive date des années 1960 avec le laboratoire national d'Oak Ridge qui a développé un réacteur à sel fondu expérimental mais les financements se sont stoppés du fait de difficultés techniques liées à la corrosion. Les financements se sont alors penchés sur les réacteurs utilisés aujourd’hui (REP, REB, etc.).
TerraPower a décidé de s’intéresser à nouveau à cette branche oubliée avec sa création en 2006 par Bill Gates et son fonds d’investissement,.
En collaboration avec Southern Company, l’entreprise construit une installation test afin de vérifier que les conditions de sécurité sont atteintes en vue de construire un prototype nommé le MCFR (molten chloride fast reactor) d´une puissance de 1 100 MWe.
En juin 2021, TerraPower annonce l'installation de son premier réacteur rapide refroidi au sodium Natrium dans le Wyoming, associé à un système de stockage de sels fondus analogue à ceux des centrales solaires thermodynamiques. Les réacteurs Natrium devraient développer une puissance de 350 MWe, mais pourront produire 500 MWe pendant cinq heures et demie grâce à leur système de stockage.
Le 26 janvier 2022, l'Agence japonaise de l'énergie atomique, Mitsubishi Heavy Industries (MHI) et Mitsubishi FBR Systems (MFBR) signent un protocole d'accord (MoU) avec TerraPower pour échanger des informations et coopérer dans le développement des réacteurs rapides.
En décembre 2022, le projet de réacteur de démonstration Natrium est repoussé d'au moins deux ans à la suite de l'invasion de l'Ukraine par la Russie, car l'unique source de combustible nucléaire HALEU est russe.

## Principe de fonctionnement du réacteur à onde progressive
Le réacteur à onde progressive est un réacteur composé d’un cœur en uranium enrichi et qui est entouré d'un liquide caloporteur à base de chlore chargé d’uranium 238 (issu de l’uranium appauvri). L’uranium 238 (isotope fertile) reçoit des neutrons et se transmute en plutonium 239 (isotope fissible). Le plutonium sera ensuite extrait du sel fondu et pourra être utilisé comme combustible.
L’objectif est d’utiliser 100% de l’uranium contre seulement 0,72% dans les réacteurs nucléaires actuels. La France dispose de 250 000 tonnes d’uranium appauvri qui pourrait théoriquement être utilisées dans ce type de réacteur.